# マイケル・ペレス
マイケル・ペレス（Michael Perez、1990年1月27日 - ）は、アメリカ合衆国の男性プロボクサー。ニュージャージー州ニューアーク出身。

## 来歴
2008年10月29日、ニュージャージー州リンドハーストのメディーバル・タイムズでデビュー戦を行い、初回1分13秒TKO勝ちを収めデビュー戦を白星で飾った。
2012年1月6日、カリフォルニア州インディオのファンタジー・スプリングス・リゾート・カジノでオマール・フィゲロアとWBOインターコンチネンタルライト級ユース王座決定戦を行い、プロ初黒星となるペレスの6回終了時棄権により王座獲得に失敗した。
2013年9月30日、ニューヨーク市ブルックリン区のバークレイズ・センターでミゲル・スニガとWBAフェデラテンスーパーライト級王座決定戦を行い、10回3-0（2者が99-91、96-94）の判定勝ちを収め王座獲得に成功した。
2013年10月22日、WBAは最新ランキングを発表し、上述のスニガ戦を制しWBAフェデラテン王座を獲得したペレスをWBA世界スーパーライト級15位にランクインした。
2014年4月28日、バヤモンのコリセオ・ルーベン・ロドリゲスでホルヘ・ロメロと対戦し、10回3-0（3者共98-92）の判定勝ちを収め初防衛に成功した。
2014年9月6日、オハイオ州シンシナティのU.S. バンク・アリーナでジャレッド・ロビンソンと対戦し、10回3-0（98-91、2者が97-92）の判定勝ちを収め2度目の防衛に成功した。
2015年1月20日、ペンシルベニア州フィラデルフィアの2300アリーナで元WBA世界ライト級王者ミゲル・アコスタとスーパーライト級10回戦を行い、10回3-0（97-94、2者が96-93）の判定勝ちを収めた。
2015年7月11日、ロサンゼルスのロサンゼルス・メモリアル・スポーツ・アリーナでルイス・サンチェスとNABO北米ライト級王座決定戦を行い、6回1分20秒KO勝ちを収め王座獲得に成功した。
2016年7月23日、WBAはWBA世界ライト級3位のマイケル・ペレスとWBA世界ライト級4位のピーター・ペトロフに対し、WBA世界ライト級挑戦者決定戦に関する対戦交渉を行い、同年8月1日までに合意するよう指令を出した。
2016年9月30日、カリフォルニア州インディオのファンタジー・スプリングス・リゾート・カジノでWBA世界ライト級4位のピーター・ペトロフとWBA世界ライト級挑戦者決定戦を行い、ペレスの6回終了時棄権によりWBA世界ライト級王座への挑戦権獲得に失敗した。

## 獲得タイトル
- WBAフェデラテンスーパーライト級王座
- NABO北米ライト級王座